# 2006年イタリアグランプリ
2006年イタリアグランプリ (LXXVII Gran Premio Vodafone d'Italia) は、2006年F1世界選手権の第15戦として、2006年9月10日にモンツァ・サーキットで開催された。
レース後にミハエル・シューマッハは2006年シーズンをもって引退すると発表した。ロバート・クビサはF1デビューから3戦目にして初の表彰台を獲得した。このレースはFIAによるハイスピードバリアーが導入された初のレースであった。システムは第2シケインのランオフエリア後端および「パラボリカ」に設置された。また、クリスチャン・クリエンのレッドブルにおける最後のレースであった。

## 金曜フリー走行
| チーム                  | 国籍             | ドライバー               |
| ----------------------- | ---------------- | ------------------------ |
| ウィリアムズ-コスワース | オーストリアの旗 | アレクサンダー・ヴルツ   |
| ホンダ                  | イギリスの旗     | アンソニー・デビッドソン |
| レッドブル-フェラーリ   | オランダの旗     | ロバート・ドーンボス     |
| BMWザウバー             | ドイツの旗       | セバスチャン・ベッテル   |
| スパイカーMF1-トヨタ    | スイスの旗       | ジョルジオ・モンディーニ |
| トロ・ロッソ-コスワース | スイスの旗       | ニール・ジャニ           |
| スーパーアグリ-ホンダ   | フランスの旗     | フランク・モンタニー     |

## 予選
From:
| 順位 | 国籍               | ドライバー                 | コンストラクター        | Q3       | Q2       | Q1       |
| ---- | ------------------ | -------------------------- | ----------------------- | -------- | -------- | -------- |
| 1    | フィンランドの旗   | キミ・ライコネン           | マクラーレン-メルセデス | 1:21.484 | 1:21.349 | 1:21.994 |
| 2    | ドイツの旗         | ミハエル・シューマッハ     | フェラーリ              | 1:21.486 | 1:21.353 | 1:21.711 |
| 3    | ドイツの旗         | ニック・ハイドフェルド     | BMWザウバー             | 1:21.653 | 1:21.425 | 1:21.764 |
| 4    | ブラジルの旗       | フェリペ・マッサ           | フェラーリ              | 1:21.704 | 1:21.225 | 1:22.028 |
| 5    | イギリスの旗       | ジェンソン・バトン         | ホンダ                  | 1:22.011 | 1:21.572 | 1:22.512 |
| 6    | ポーランドの旗     | ロバート・クビサ           | BMWザウバー             | 1:22.258 | 1:21.270 | 1:22.437 |
| 7    | スペインの旗       | ペドロ・デ・ラ・ロサ       | マクラーレン-メルセデス | 1:22.280 | 1:21.878 | 1:22.422 |
| 8    | ブラジルの旗       | ルーベンス・バリチェロ     | ホンダ                  | 1:22.787 | 1:21.688 | 1:22.640 |
| 9    | イタリアの旗       | ジャンカルロ・フィジケラ   | ルノー                  | 1:23.175 | 1:21.722 | 1:22.486 |
| 10   | スペインの旗       | フェルナンド・アロンソ*    | ルノー                  | 1:25.688 | 1:21.526 | 1:21.747 |
| 11   | イタリアの旗       | ヤルノ・トゥルーリ         | トヨタ                  |          | 1:21.924 | 1:22.093 |
| 12   | ドイツの旗         | ニコ・ロズベルグ           | ウィリアムズ-コスワース |          | 1:22.203 | 1:22.581 |
| 13   | ドイツの旗         | ラルフ・シューマッハ       | トヨタ                  |          | 1:22.280 | 1:22.622 |
| 14   | イギリスの旗       | デヴィッド・クルサード     | レッドブル-フェラーリ   |          | 1:22.589 | 1:22.618 |
| 15   | アメリカ合衆国の旗 | スコット・スピード         | トロ・ロッソ-コスワース |          | 1:23.165 | 1:22.943 |
| 16   | オーストリアの旗   | クリスチャン・クリエン     | レッドブル-フェラーリ   |          | —        | 1:22.898 |
| 17   | イタリアの旗       | ヴィタントニオ・リウッツィ | トロ・ロッソ-コスワース |          |          | 1:23.043 |
| 18   | オランダの旗       | クリスチャン・アルバース   | スパイカーMF1-トヨタ    |          |          | 1:23.116 |
| 19   | オーストラリアの旗 | マーク・ウェバー           | ウィリアムズ-コスワース |          |          | 1:23.341 |
| 20   | ポルトガルの旗     | ティアゴ・モンテイロ       | スパイカーMF1-トヨタ    |          |          | 1:23.920 |
| 21   | 日本の旗           | 佐藤琢磨                   | スーパーアグリ-ホンダ   |          |          | 1:24.289 |
| 22   | 日本の旗           | 山本左近                   | スーパーアグリ-ホンダ   |          |          | 1:26.001 |

注
- * フェルナンド・アロンソはQ3で1:21.829のタイムを記録したが、フェラーリのフェリペ・マッサの予選を妨害したとスチュワードが判定し、Q3のタイムが削除された。結果として5番手から10番手へ降格となった[3]。

## 決勝

### 展開
スタートはライコネンがトップ、シューマッハはBMWザウバー勢と激しい争いを演じるものの2位をキープする。シューマッハはいつものようにピットインでライコネンと順位を逆転させ首位に躍り出る。
終盤は3位表彰台をかけてクビサ、アロンソ、マッサの争いになる。予選10番グリッドからのアロンソはライバルとピットインで順位を入れ替え3位にまでポジションを上げるものの、残り10周というところでアロンソのルノーからは白い煙が吹きあがり、リタイヤとなった。マッサもタイヤを痛めピットインし、入賞圏外にまで落ちた。
シューマッハは通算90勝目を挙げ、表彰式で「モンツァでレースをするのはこれが最後になる」と、現役引退を発表した。2位のライコネンが来シーズンフェラーリ入りすることも発表された。クビサの入賞と表彰台は自身初であり、同時にポーランド人初の表彰台、入賞となった。

### レース結果
From :
| 順位     | No | 国籍               | ドライバー                 | チーム                  | 周回 | タイム           | グリッド | ポイント |
| -------- | -- | ------------------ | -------------------------- | ----------------------- | ---- | ---------------- | -------- | -------- |
| 1        | 5  | ドイツの旗         | ミハエル・シューマッハ     | フェラーリ              | 53   | 1:14:51.975      | 2        | 10       |
| 2        | 3  | フィンランドの旗   | キミ・ライコネン           | マクラーレン-メルセデス | 53   | +8.046 secs      | 1        | 8        |
| 3        | 17 | ポーランドの旗     | ロバート・クビサ           | BMWザウバー             | 53   | +26.414 secs     | 6        | 6        |
| 4        | 2  | イタリアの旗       | ジャンカルロ・フィジケラ   | ルノー                  | 53   | +32.045 secs     | 9        | 5        |
| 5        | 12 | イギリスの旗       | ジェンソン・バトン         | ホンダ                  | 53   | +32.685 secs     | 5        | 4        |
| 6        | 11 | ブラジルの旗       | ルーベンス・バリチェロ     | ホンダ                  | 53   | +42.409 secs     | 8        | 3        |
| 7        | 8  | イタリアの旗       | ヤルノ・トゥルーリ         | トヨタ                  | 53   | +44.662 secs     | 11       | 2        |
| 8        | 16 | ドイツの旗         | ニック・ハイドフェルド     | BMWザウバー             | 53   | +45.309 secs     | 3        | 1        |
| 9        | 6  | ブラジルの旗       | フェリペ・マッサ           | フェラーリ              | 53   | +45.995 secs     | 4        |          |
| 10       | 9  | オーストラリアの旗 | マーク・ウェバー           | ウィリアムズ-コスワース | 53   | +72.602 secs     | 19       |          |
| 11       | 15 | オーストリアの旗   | クリスチャン・クリエン     | レッドブル-フェラーリ   | 52   | +1 lap           | 16       |          |
| 12       | 14 | イギリスの旗       | デヴィッド・クルサード     | レッドブル-フェラーリ   | 52   | +1 lap           | 14       |          |
| 13       | 21 | アメリカ合衆国の旗 | スコット・スピード         | トロ・ロッソ-コスワース | 52   | +1 lap           | 15       |          |
| 14       | 20 | イタリアの旗       | ヴィタントニオ・リウッツィ | トロ・ロッソ-コスワース | 52   | +1 lap           | 17       |          |
| 15       | 7  | ドイツの旗         | ラルフ・シューマッハ       | トヨタ                  | 52   | +1 lap           | 13       |          |
| 16       | 22 | 日本の旗           | 佐藤琢磨                   | スーパーアグリ-ホンダ   | 51   | +2 laps          | 21       |          |
| 17       | 19 | オランダの旗       | クリスチャン・アルバース   | スパイカーMF1-トヨタ    | 51   | +2 laps          | 18       |          |
| リタイア | 18 | ポルトガルの旗     | ティアゴ・モンテイロ       | スパイカーMF1-トヨタ    | 44   | ブレーキ         | 20       |          |
| リタイア | 1  | スペインの旗       | フェルナンド・アロンソ     | ルノー                  | 43   | エンジン         | 10       |          |
| リタイア | 4  | スペインの旗       | ペドロ・デ・ラ・ロサ       | マクラーレン-メルセデス | 20   | エンジン         | 7        |          |
| リタイア | 23 | 日本の旗           | 山本左近                   | スーパーアグリ-ホンダ   | 18   | ハイドロリック   | 22       |          |
| リタイア | 10 | ドイツの旗         | ニコ・ロズベルグ           | ウィリアムズ-コスワース | 9    | ドライブシャフト | 12       |          |

## 第15戦終了時点でのランキング
| 順位 | ドライバー               | ポイント |
| ---- | ------------------------ | -------- |
| 1    | フェルナンド・アロンソ   | 108      |
| 2    | ミハエル・シューマッハ   | 106      |
| 3    | フェリペ・マッサ         | 62       |
| 4    | ジャンカルロ・フィジケラ | 57       |
| 5    | キミ・ライコネン         | 57       |

| 順位 | コンストラクター        | ポイント |
| ---- | ----------------------- | -------- |
| 1    | フェラーリ              | 168      |
| 2    | ルノー                  | 165      |
| 3    | マクラーレン–メルセデス | 97       |
| 4    | ホンダ                  | 65       |
| 5    | BMWザウバー             | 33       |

- 注：ドライバー、コンストラクター共にトップ5のみ表示。

## 参照
1. ↑  The High Speed Safety Barrier FIA.com. Retrieved 4 October 2006
2. ↑  Domenjoz, Luc et al.. Formula One Yearbook 2006-2007. Chronosports S.A.. p. 182. ISBN 2-84707-110-5
3. ↑  “Alonso punished for blocking Massa”. 2007年1月27日時点のオリジナルよりアーカイブ。2006年9月8日閲覧。
4. 1 2 3  Domenjoz, Luc et al.. Formula One Yearbook 2006-2007. Chronosports S.A.. p. 189. ISBN 2-84707-110-5

| 前戦 2006年トルコグランプリ       | FIA F1世界選手権 2006年シーズン | 次戦 2006年中国グランプリ         |
| 前回開催 2005年イタリアグランプリ | イタリアグランプリ              | 次回開催 2007年イタリアグランプリ |